# Nikolaj Alexandrovič
Nikolaj Alexandrovič Romanov (rusky Никола́й Алекса́ндрович, 20. září 1843, Carské Selo – 24. dubna 1865, Nice) byl velkokníže Ruska, nejstarší syn Alexandra II. a Marie Alexandrovny (rozené Marie Hesenské), od 2. března 1855 do své smrti cesarevič – následník ruského trůnu.

## Život
Velkokníže Nikolaj se narodil 20. září 1843 v Alexandrovském paláci v Carském Selu jižně od centra Petrohradu za vlády svého dědečka, cara Mikuláše I. Přezdívaný „Nixa“, byl nejstarším synem careviče Alexandra Nikolajeviče, nejstaršího syna cara Mikuláše I., a carevny Marie Alexandrovny Ruské. V roce 1855 zemřel jeho dědeček z otcovy strany a jeho otec nastoupil na trůn jako car Alexandr II.
Nikolaj byl velmi vzdělaný a inteligentní. Jeho strýc z otcovy strany velkokníže Konstantin ho nazval „korunou dokonalosti." Jeho učitel dějepisu řekl: „Kdyby se mi jednou za deset let podařilo zformovat studenta, který by se vyrovnal Nikolaji Alexandroviči, myslel bych si, že jsem splnil své povinnosti.“
Nikolaj měl blízký vztah se svým mladším bratrem, velkoknížetem Alexandrem. Alexandrovi říkal „Mopslík“. Na smrtelné posteli řekl svému otci: „Tatínku, postarej se o Sašu, je to takový čestný a dobrý člověk.“

## Zasnoubení

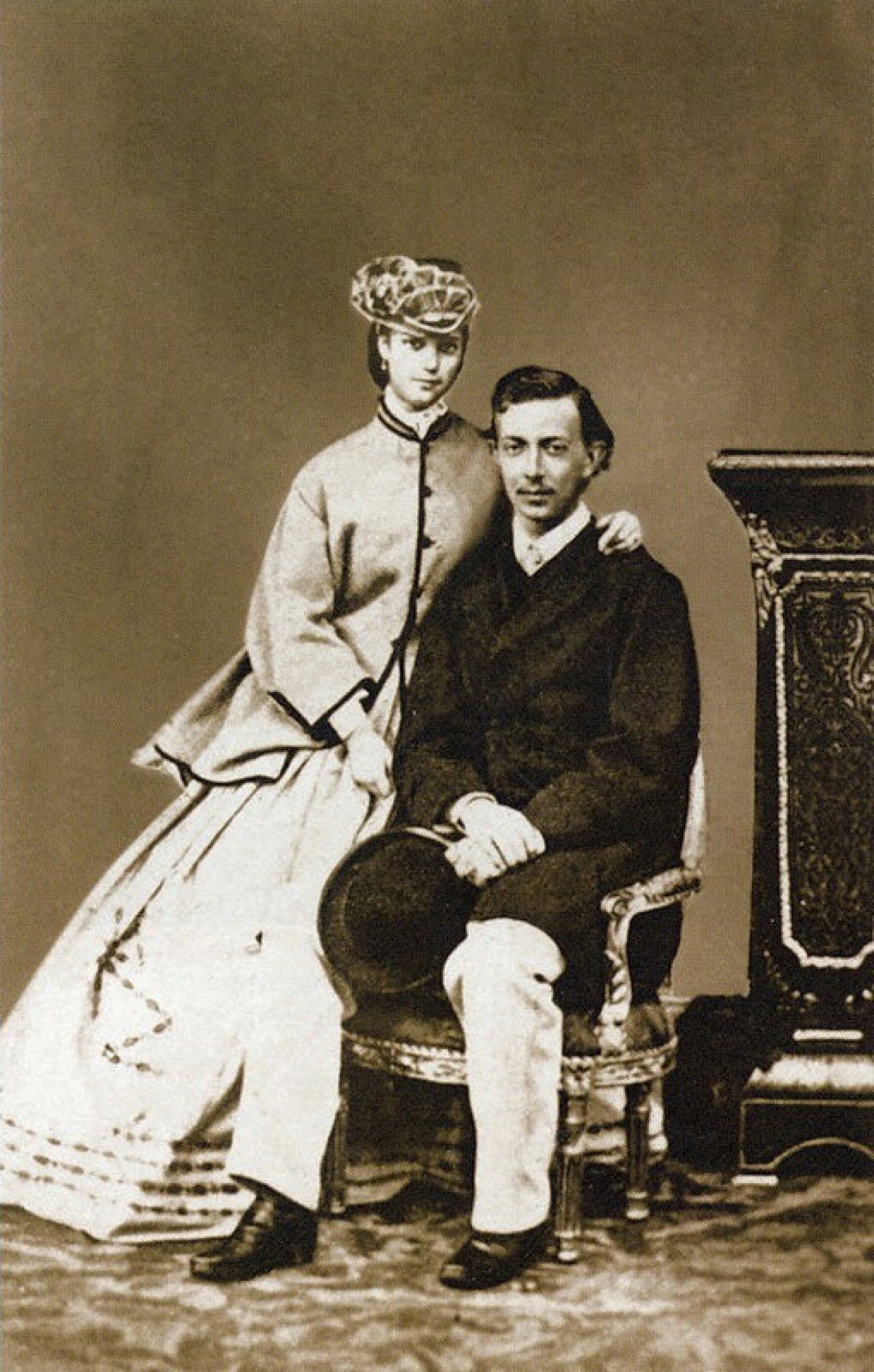
Nikolaj Alexandrovič se snoubenkou Dagmar, 1864

V létě 1864 se Nikolaj zasnoubil s dánskou princeznou Dagmar. Byla druhou dcerou dánského krále Kristiána IX. a královny Luisy a mladší sestrou princezny z Walesu, pozdější královny Alexandry a manželky následníka britského trůnu Alberta Eduarda, který vládl jako Eduard VII.
Nikolaj se do Dagmar zamiloval poté, co uviděl její fotografii. Dne 3. srpna 1863 napsal své matce: „Už dlouho jsem se do nikoho nezamiloval... Možná se smějete, ale hlavním důvodem je Dagmar, do které jsem se zamiloval už dávno, aniž bych ji viděl. Myslím jen na ni." Byl nesmírně šťastný poté, co Dagmar v jejím rodném Dánsku požádal o ruku: „Jak bych mohl nebýt šťastný, když mi srdce říká, že ji miluji, že ji velmi miluji...? . Jak ji mám popsat? Hezká, přímá, inteligentní, živá, ale plachá." Když pokračoval ve svém evropském turné, psal Dagmar každý den milostné dopisy.

## Smrt
Až do roku 1865 byl Nikolaj považován za silného jedince. Během cesty po jižní Evropě se u něj objevilo onemocnění, které bylo zpočátku nesprávně diagnostikováno jako revmatismus. Mezi Nikolajovy příznaky tehdy patřily bolesti zad a ztuhlý krk a také citlivost na hluk a světlo. Na své potíže však příliš nemyslel a pokračoval v cestě po Itálii.
Jeho zdravotní stav se rychle zhoršoval a byl poslán do jižní Francie. Tento přesun mu nepřinesl žádné zlepšení. Nakonec bylo zjištěno, že trpí mozkomíšním zánětem mozkových blan, a spekulovalo se, že tuto jeho nemoc způsobila předchozí nehoda při zápasnickém zápase, kterého se Nikolaj zúčastnil a byl svržen na zem. Na jaře 1865 se Nikolajův stav nadále zhoršoval a 24. dubna 1865 ve vile Bermond ve francouzském Nice zemřel.
Na smrtelné posteli Nikolaj vyjádřil přání, aby se jeho snoubenka stala nevěstou jeho mladšího bratra a budoucího careviče Alexandra. V roce 1866 se Alexandr a Dagmar vzali.
Nikolajova smrt v pouhých 21 letech jeho matku, která se prý obsedantně zabývala všemi aspekty Nikolajova života, velmi zničila. Carevna Marie se z jeho smrti nikdy nevzpamatovala.

## Posmrtné události
Na místě domu, v němž zemřel, nechal jeho otec, car Alexandr II. vystavět pamětní kapli pozdější ruští emigranti vybudovali pravoslavný chrám sv. Mikuláše.
Po jeho smrti následnictví trůnu přešlo na jeho mladšího bratra Alexandra. Ten po bratrovi „zdědil“ dokonce i snoubenku, dánskou princeznu Marii Sofii (Dagmar), s níž se už následujícího roku oženil.

## Vývod z předků
|                      |                              |  |                                                                                                 |                                                                           |  |  |  |  |  |  |  | Petr III. Ruský |
|                      |                              |  |                                                                                                 |                                                                           |  |  |  |  |  |  |  |                 |
|                      | Pavel I. Ruský               |  |                                                                                                 |                                                                           |  |  |  |  |  |  |  |                 |
|                      |                              |  |                                                                                                 |                                                                           |  |  |  |  |  |  |  |                 |
|                      |                              |  |                                                                                                 | Kateřina II. Veliká                                                       |  |  |  |  |  |  |  |                 |
|                      |                              |  |                                                                                                 |                                                                           |  |  |  |  |  |  |  |                 |
|                      | Mikuláš I. Pavlovič          |  |                                                                                                 |                                                                           |  |  |  |  |  |  |  |                 |
|                      |                              |  |                                                                                                 |                                                                           |  |  |  |  |  |  |  |                 |
|                      |                              |  |                                                                                                 | Fridrich II. Evžen Württemberský                                          |  |  |  |  |  |  |  |                 |
|                      |                              |  |                                                                                                 |                                                                           |  |  |  |  |  |  |  |                 |
|                      | Žofie Dorota Württemberská   |  |                                                                                                 |                                                                           |  |  |  |  |  |  |  |                 |
|                      |                              |  |                                                                                                 |                                                                           |  |  |  |  |  |  |  |                 |
|                      |                              |  |                                                                                                 | Bedřiška Braniborsko-Schwedtská                                           |  |  |  |  |  |  |  |                 |
|                      |                              |  |                                                                                                 |                                                                           |  |  |  |  |  |  |  |                 |
|                      | Alexandr II. Nikolajevič     |  |                                                                                                 |                                                                           |  |  |  |  |  |  |  |                 |
|                      |                              |  |                                                                                                 |                                                                           |  |  |  |  |  |  |  |                 |
|                      |                              |  |                                                                                                 | Fridrich Vilém II. Pruský                                                 |  |  |  |  |  |  |  |                 |
|                      |                              |  |                                                                                                 |                                                                           |  |  |  |  |  |  |  |                 |
|                      | Fridrich Vilém III.          |  |                                                                                                 |                                                                           |  |  |  |  |  |  |  |                 |
|                      |                              |  |                                                                                                 |                                                                           |  |  |  |  |  |  |  |                 |
|                      |                              |  |                                                                                                 | Frederika Luisa Hesensko-Darmstadtská                                     |  |  |  |  |  |  |  |                 |
|                      |                              |  |                                                                                                 |                                                                           |  |  |  |  |  |  |  |                 |
|                      | Šarlota Pruská               |  |                                                                                                 |                                                                           |  |  |  |  |  |  |  |                 |
|                      |                              |  |                                                                                                 |                                                                           |  |  |  |  |  |  |  |                 |
|                      |                              |  |                                                                                                 | Karel II. Meklenbursko-Střelický                                          |  |  |  |  |  |  |  |                 |
|                      |                              |  |                                                                                                 |                                                                           |  |  |  |  |  |  |  |                 |
|                      | Luisa Meklenbursko-Střelická |  |                                                                                                 |                                                                           |  |  |  |  |  |  |  |                 |
|                      |                              |  |                                                                                                 |                                                                           |  |  |  |  |  |  |  |                 |
|                      |                              |  |                                                                                                 | Frederika Hesensko-Darmstadtská                                           |  |  |  |  |  |  |  |                 |
|                      |                              |  |                                                                                                 |                                                                           |  |  |  |  |  |  |  |                 |
| Nikolaj Alexandrovič |                              |  |                                                                                                 |                                                                           |  |  |  |  |  |  |  |                 |
|                      |                              |  |                                                                                                 |                                                                           |  |  |  |  |  |  |  |                 |
|                      |                              |  | Auguste Victor de Senarclens, Seigneur de Grancy, Senarclens, Gollion et de Vufflens-le-Château |                                                                           |  |  |  |  |  |  |  |                 |
|                      |                              |  |                                                                                                 |                                                                           |  |  |  |  |  |  |  |                 |
|                      | Ludvík I. Hesenský           |  |                                                                                                 |                                                                           |  |  |  |  |  |  |  |                 |
|                      |                              |  |                                                                                                 |                                                                           |  |  |  |  |  |  |  |                 |
|                      |                              |  |                                                                                                 | Madelaine de Chandieu, Dame de La Chaux                                   |  |  |  |  |  |  |  |                 |
|                      |                              |  |                                                                                                 |                                                                           |  |  |  |  |  |  |  |                 |
|                      | Ludvík II. Hesenský          |  |                                                                                                 |                                                                           |  |  |  |  |  |  |  |                 |
|                      |                              |  |                                                                                                 |                                                                           |  |  |  |  |  |  |  |                 |
|                      |                              |  |                                                                                                 | Rodolphe Daniel de Loriol, Seigneur de Villars, Etoy, Chaumergy, Montfort |  |  |  |  |  |  |  |                 |
|                      |                              |  |                                                                                                 |                                                                           |  |  |  |  |  |  |  |                 |
|                      | Luisa Hesensko-Darmstadtská  |  |                                                                                                 |                                                                           |  |  |  |  |  |  |  |                 |
|                      |                              |  |                                                                                                 |                                                                           |  |  |  |  |  |  |  |                 |
|                      |                              |  |                                                                                                 | Catherine Tronchin                                                        |  |  |  |  |  |  |  |                 |
|                      |                              |  |                                                                                                 |                                                                           |  |  |  |  |  |  |  |                 |
|                      | Marie Alexandrovna           |  |                                                                                                 |                                                                           |  |  |  |  |  |  |  |                 |
|                      |                              |  |                                                                                                 |                                                                           |  |  |  |  |  |  |  |                 |
|                      |                              |  |                                                                                                 | Karel Fridrich Bádenský                                                   |  |  |  |  |  |  |  |                 |
|                      |                              |  |                                                                                                 |                                                                           |  |  |  |  |  |  |  |                 |
|                      | Karel Ludvík Bádenský        |  |                                                                                                 |                                                                           |  |  |  |  |  |  |  |                 |
|                      |                              |  |                                                                                                 |                                                                           |  |  |  |  |  |  |  |                 |
|                      |                              |  |                                                                                                 | Karolína Luisa Hesensko-Darmstadtská                                      |  |  |  |  |  |  |  |                 |
|                      |                              |  |                                                                                                 |                                                                           |  |  |  |  |  |  |  |                 |
|                      | Vilemína Luisa Bádenská      |  |                                                                                                 |                                                                           |  |  |  |  |  |  |  |                 |
|                      |                              |  |                                                                                                 |                                                                           |  |  |  |  |  |  |  |                 |
|                      |                              |  |                                                                                                 | Ludvík IX. Hesensko-Darmstadtský                                          |  |  |  |  |  |  |  |                 |
|                      |                              |  |                                                                                                 |                                                                           |  |  |  |  |  |  |  |                 |
|                      | Amálie Frederika Hesenská    |  |                                                                                                 |                                                                           |  |  |  |  |  |  |  |                 |
|                      |                              |  |                                                                                                 |                                                                           |  |  |  |  |  |  |  |                 |
|                      |                              |  |                                                                                                 | Karolína Falcko-Zweibrückenská                                            |  |  |  |  |  |  |  |                 |
|                      |                              |  |                                                                                                 |                                                                           |  |  |  |  |  |  |  |                 |